# Rhopalura pelseneeri vermiculicola
Rhopalura pelseneeri vermiculicola is een ondersoort uit de familie Rhopaluridae. Deze minuscule, wormachtige parasieten hebben geen weefsels of organen en bestaan uit slechts enkele tientallen cellen.
De wetenschappelijke naam van de soort werd gepubliceerd in 1914 door Caullery.